# Wanty-Groupe Gobert/Saison 2017
Diese Liste beschreibt die Mannschaft und die Erfolge des Radsportteams Wanty-Groupe Gobert in der Saison 2017.

## Erfolge in der UCI Europe Tour
In den Rennen der UCI Europe Tour Saison 2017 der UCI Europe Tour gelangen die nachstehenden Erfolge.
| Datum             | Rennen                                              | Kat. | Sieger                   |
| ----------------- | --------------------------------------------------- | ---- | ------------------------ |
| 1. März           | Le Samyn                                            | 1.1  | Guillaume Van Keirsbulck |
| 3.–6. Mai         | Gesamtwertung Rhône-Alpes Isère Tour                | 2.2  | Marco Minnaard           |
| 27.–28. Mai       | Gesamtwertung Tour du Jura Cycliste                 | 2.2  | Thomas Degand            |
| 18. August        | 4. Etappe Tour du Limousin                          | 2.1  | Guillaume Martin         |
| 23. August        | Druivenkoers                                        | 1.1  | Jerome Baugnies          |
| 20. September     | Omloop van het Houtland                             | 1.1  | Tom Devriendt            |
| 23. September     | 1. Etappe Tour du Gévaudan Languedoc-Roussillon     | 2.2  | Guillaume Martin         |
| 24. September     | Gooikse Pijl                                        | 1.2  | Kenny Dehaes             |
| 23.–24. September | Gesamtwertung Tour du Gévaudan Languedoc-Roussillon | 2.2  | Guillaume Martin         |
| 27. September     | 2. Etappe Giro della Toscana                        | 2.1  | Guillaume Martin         |
| 26.–27. September | Gesamtwertung Giro della Toscana                    | 2.1  | Guillaume Martin         |
| 28. September     | Coppa Sabatini                                      | 1.1  | Andrea Pasqualon         |
|                   | Teamwertung UCI Europe Tour 2017                    |      |                          |

## Zugänge – Abgänge
| Zugänge                  | Team 2016                               | Abgänge           | Team 2017                    |
| ------------------------ | --------------------------------------- | ----------------- | ---------------------------- |
| Fabien Doubey            | Neoprofi                                | Gaëtan Bille      | Vérandas Willems-Crelan      |
| Wesley Kreder            | Roompot Oranje Peloton                  | Dimitri Claeys    | Cofidis, Solutions Crédits   |
| Guillaume Levarlet       | HP-BTP Auber 93                         | Antoine Demoitié  | verstorben                   |
| Xandro Meurisse          | Crelan-Vastgoedservice Continental Team | Boris Dron        | Laufbahn beendet             |
| Yoann Offredo            | FDJ                                     | Enrico Gasparotto | Bahrain-Merida               |
| Andrea Pasqualon         | Team Roth                               | Roy Jans          | WB Veranclassic Aqua Protect |
| Dion Smith               | ONE Pro Cycling                         | Marco Marcato     | UAE Team Emirates            |
| Guillaume Van Keirsbulck | Etixx-Quick Step                        | Lander Seynaeve   | Roubaix Lille Métropole      |
| Pieter Vanspeybrouck     | Topsport Vlaanderen-Baloise             | Björn Thurau      | Kuwait-Cartucho.es           |

## Mannschaft
| Teamkader 2017                               | Teamkader 2017    | Teamkader 2017         | Teamkader 2017                                      |
| Name                                         | Geburtsdatum      | Land                   | Vorheriges Team                                     |
| -------------------------------------------- | ----------------- | ---------------------- | --------------------------------------------------- |
| Simone Antonini                              | 12. Februar 1991  | Italien                | Marchiol Emisfero (2014)                            |
| Frederik Backaert                            | 13. März 1990     | Belgien                | EFC-Omega Pharma-Quick Step (2013)                  |
| Jérôme Baugnies                              | 1. April 1987     | Belgien                | To Win-Josan (2013)                                 |
| Thomas Degand                                | 13. Mai 1986      | Belgien                | IAM Cycling (2015)                                  |
| Kenny Dehaes                                 | 10. November 1984 | Belgien                | Lotto-Soudal (2015)                                 |
| Tom Devriendt                                | 29. Oktober 1991  | Belgien                | Team 3M (2014)                                      |
| Fabien Doubey                                | 21. Oktober 1993  | Frankreich             | Club Cycliste d'Étupes (2016)                       |
| Wesley Kreder                                | 4. November 1990  | Niederlande            | Roompot-Oranje Peloton (2016)                       |
| Guillaume Levarlet                           | 25. Juli 1985     | Frankreich             | HP BTP-Auber 93 (2016)                              |
| Guillaume Martin                             | 9. Juni 1993      | Frankreich             | Club Cycliste d'Étupes (2015)                       |
| Mark McNally                                 | 20. Juli 1989     | Vereinigtes Königreich | Madison Genesis (2015)                              |
| Xandro Meurisse                              | 31. Januar 1992   | Belgien                | Crelan-Vastgoedservice (2016)                       |
| Marco Minnaard                               | 11. April 1989    | Niederlande            | Rabobank Development (2013)                         |
| Danilo Napolitano                            | 31. Januar 1981   | Italien                | Acqua & Sapone (2012)                               |
| Yoann Offredo                                | 12. November 1986 | Frankreich             | FDJ (2016)                                          |
| Andrea Pasqualon                             | 2. Januar 1988    | Italien                | Roth (2016)                                         |
| Dion Smith                                   | 3. März 1993      | Neuseeland             | ONE Pro Cycling (2016)                              |
| Robin Stenuit                                | 16. Juni 1990     | Belgien                | Veranclassic-Ekoï (2015)                            |
| Guillaume Van Keirsbulck                     | 14. Februar 1991  | Belgien                | Etixx-Quick Step (2016)                             |
| Kévin Van Melsen                             | 1. April 1987     | Belgien                | Bodysol-Euromillions-Pôle Continental Wallon (2008) |
| Pieter Vanspeybrouck                         | 10. Februar 1987  | Belgien                | Topsport Vlaanderen-Baloise (2016)                  |
| Frederik Veuchelen                           | 4. September 1978 | Belgien                | Vacansoleil-DCM (2013)                              |
| Jasper de Laat (1. Aug.–31. Dez., Stagiaire) | 17. Februar 1994  | Niederlande            |                                                     |
| Brecht Dhaene (1. Aug.–31. Dez., Stagiaire)  | 29. November 1988 | Belgien                | Verandas Willems (2016)                             |
| Thomas Gibbons (1. Aug.–31. Dez., Stagiaire) | 6. Dezember 1989  | Vereinigte Staaten     |                                                     |
|                                              |                   |                        |                                                     |
| Quellen: ProCyclingStats Cycling Quotient    |                   |                        |                                                     |